# NGC 7425
NGC 7425 est une galaxie lenticulaire barrée située dans la constellation du Verseau. Sa vitesse par rapport au fond diffus cosmologique est de 6 885 ± 32 km/s, ce qui correspond à une distance de Hubble de 101,6 ± 7,1 Mpc (∼331 millions d'al). NGC 7425 a été découverte par l'astronome américain Frank Müller en 1886.

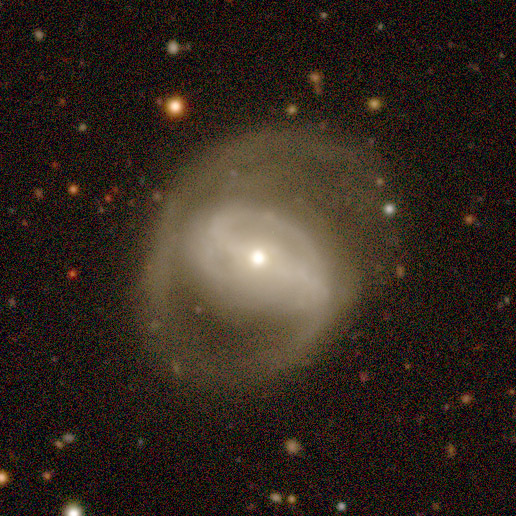
NGC 7425 par le projet « Legacy Surveys DR10 ».